# Болгери I (Ливорно)
Болгери I је насеље у Италији у округу Ливорно, региону Тоскана.
Према процени из 2011. у насељу је живело 32 становника. Насеље се налази на надморској висини од 21 м.